# Bathylagichthys parini
Bathylagichthys parini är en fiskart som beskrevs av Kobyliansky, 1990. Bathylagichthys parini ingår i släktet Bathylagichthys och familjen Bathylagidae. Inga underarter finns listade.